# Литература эпохи Возрождения
Литература эпохи Возрождения — крупное направление в литературе, составная часть всей культуры эпохи Возрождения. Занимает период с XIV по XVI век. От средневековой литературы отличается тем, что базируется на новых, прогрессивных идеях гуманизма. Синонимом Возрождения является термин «Ренессанс», французского происхождения. Идеи гуманизма зарождаются впервые в Италии, а затем распространяются по всей Европе. Также и литература Возрождения распространилась по всей Европе, но приобрела в каждой отдельной стране свой национальный характер. Термин Возрождение означает обновление, обращение художников, писателей, мыслителей к культуре и искусству античности, подражание её высоким идеалам.

## Понятие гуманизма
Понятие «гуманизм» было введено в употребление учеными XIX века. Оно происходит от латинского humanitas (человеческая природа, духовная культура) и humanus (человеческий), и обозначает идеологию, направленную к человеку. В Средневековье бытовала религиозная и феодальная идеология.
В эпоху Возрождения наметился отход от феодально-церковной идеологии, появились идеи раскрепощения личности, утверждения высокого достоинства человека, как свободного творца земного счастья. Идеи стали определяющими в развитии культуры в целом, повлияли на развитие искусства, литературы, музыки, науки, отразились в политике. Гуманизм — это мировоззрение светского характера, антидогматическое и антисхоластическое. Развитие гуманизма начинается в XIV в., в творчестве гуманистов, как великих: Данте, Петрарка, Боккаччо; так и малоизвестных: Пико делла Мирандола и др. В XVI веке процесс развития нового мировоззрения замедляется ввиду воздействия феодально-католической реакции. Ему на смену приходит Реформация.

## Общая характеристика
Характеризуя Возрождение, принято говорить непосредственно об Италии как носительнице основной части античной культуры, и о так называемом Северном Возрождении, которое проходило в странах северной и западной Европы: Франция, Англия, Германия, Нидерланды, Испания и Португалия.
Для литературы Возрождения свойственны уже вышеизложенные гуманистические идеалы. Эта эпоха связана с появлением новых жанров и с формированием раннего реализма, который так и назван, «реализм Возрождения» (или ренессансный), в отличие от более поздних этапов, просветительского, критического, социалистического.
В творчестве таких авторов, как Петрарка, Рабле, Шекспир, Сервантес выражено новое понимание жизни человеком, отвергающим рабскую покорность, которую проповедует церковь. Человека они представляют, как высшее создание природы, стараясь раскрыть красоту его физического облика и богатство души и ума. Для реализма Возрождения характерна масштабность образов (Гамлет, король Лир), поэтизация образа, способность к большому чувству и одновременно высокий накал трагического конфликта («Ромео и Джульетта»), отражающего столкновение человека с враждебными ему силами.
Для литературы Возрождения характерны различные жанры. Но определённые литературные формы преобладали. Наиболее популярным был жанр новеллы, который так и именуется новеллой Возрождения. В поэзии становится наиболее характерной формой сонет (строфа из 14 строк с определённой рифмовкой). Большое развитие получает драматургия. Наиболее выдающимися драматургами Возрождения являются Лопе де Вега в Испании и Шекспир в Англии.
Широко распространена публицистика и философская проза. В Италии Джордано Бруно в своих работах обличает церковь, создает свои новые философские концепции. В Англии Томас Мор высказывает идеи утопического коммунизма в книге «Утопия». Широко известны и такие авторы, как Мишель де Монтень («Опыты») и Эразм Роттердамский («Похвала глупости»).
В числе писателей того времени оказываются и коронованные особы. Стихи пишет герцог Лоренцо Медичи, а Маргарита Наваррская, сестра короля Франции Франциска I, известна как автор сборника «Гептамерон».

### Италия
Черты идей гуманизма в итальянской литературе проявляются уже у Данте Алигьери, предшественника Возрождения, жившего на рубеже XIII и XIV веков. Наиболее полно новое движение проявилось в середине XIV века. Италия является родиной всего европейского Возрождения, так как для этого здесь раньше всего созрели социально-экономические предпосылки. В Италии рано начали формироваться капиталистические отношения, и люди, которые были заинтересованы в их развитии, должны были выйти из-под гнета феодализма и опеки церкви. Это были буржуа, но это не были буржуазно-ограниченные люди, как в последующие века. Это были люди с широким кругозором, совершавшие путешествия, говорящие на нескольких языках и активные участники любых политических событий.
Культурные деятели того времени вели борьбу со схоластикой, аскетизмом, мистикой, с подчинением литературы и искусства религии, называли себя гуманистами. Писатели Средневековья брали у античных авторов «букву», то есть отдельные сведения, отрывки, сентенции, вырванные из контекста. Писатели Возрождения читали и изучали целые произведения, обращая внимание на существо произведений. Они также обращались и к фольклору, народному творчеству, народной мудрости. Первыми гуманистами считаются Франческо Петрарка, автор цикла сонетов в честь Лауры, и Джованни Боккаччо, автор «Декамерона», сборника новелл.
Характерные черты литературы того нового времени следующие. Основным предметом изображения в литературе становится человек. Его наделяют сильным характером. Другой особенностью ренессансного
реализма является широкий показ жизни с полным воспроизведением её противоречий. По-другому авторы
начинают воспринимать и природу. Если у Данте она ещё символизирует психологическую гамму настроений и красок, то у более поздних авторов природа доставляет радость своей реальной прелестью.
В последующие века дают ещё целую плеяду крупных представителей литературы: Лудовико Ариосто, Пьетро Аретино, Торквато Тассо, Саннадзаро, Макиавелли, Бернардо Довици, группа поэтов-петраркистов.

### Франция
Во Франции предпосылки для развития новых идей были в общем те же, что в Италии. Но были и различия. Если в Италии буржуазия была более передовой, Северная Италия состояла из отдельных республик, то во Франции была монархия, развивался абсолютизм. Буржуазия не играла такой большой роли. Кроме того, здесь распространилась новая религия, протестантизм, или иначе кальвинизм, по имени её основателя, Жана Кальвина. Будучи сперва прогрессивным, в последующие годы протестантизм вступил во вторую фазу развития, реакционную.
Во французской литературе того периода заметно сильное влияние итальянской культуры, особенно в 1-й половине XVI века. Король Франциск I, правивший в те годы, хотел сделать свой двор образцовым, блестящим, и привлекал многих знаменитых итальянских писателей и художников к себе на службу. Леонардо да Винчи, переехавший во Францию в 1516 году, умер на руках у Франциска.
Для писателей французского Возрождения по сравнению со средневековыми характерно чрезвычайное расширение кругозора, большой охват умственных интересов, реалистический подход к действительности.
В развитии литературы того периода выделяется два этапа. Ранний, когда преобладали гуманистические идеи, оптимизм, и поздний, когда, в силу политической обстановки, религиозного раскола, проявились разочарование и сомнение. Наиболее яркими представителями французского Возрождения являются Франсуа Рабле (автор «Гаргантюа и Пантагрюэля») и Пьер де Ронсар, возглавивший группу поэтов под названием «Плеяда».

### Англия
В Англии развитие капиталистических отношений происходит быстрее, чем во Франции. Происходит рост городов, развитие торговли. Формируется сильная буржуазия, появляется новое дворянство, противостоящее старой, нормандской верхушке, которая в те годы ещё сохраняют свою руководящую роль. Особенность английской культуры того времени — отсутствие единого литературного языка. Знать (потомки норманнов) говорила по-французски, на многочисленных англо-саксонских диалектах говорили крестьяне и горожане, а в церкви официальным языком была латынь. Многие произведения тогда выходили на французском языке. Не было и единой национальной культуры. К середине XIV в. начинает складываться литературный английский язык на основе лондонского диалекта.
В конце XIV века только у одного Джефри Чосера чувствуются влияния итальянского ренессанса. Современник Петрарки, он все-таки остается писателем средневековья. И только в конце XV в. идеи гуманизма занимают в английской культуре прочное положение. Возрождение в Англии практически совпадает с периодом правления Тюдоров (1485—1603). Литература Англии, конечно, испытывает влияние и других стран. В XVI веке Англия переживает расцвет во всех областях мысли и творчества.
Наиболее крупные представители литературы английского Возрождения — Шекспир, Кристофер Марло, Томас Кид в драматургии; Джефри Чосер, Эдмунд Спенсер в поэзии; в области романа — Джон Лили, Томас Нэш; а в области гуманистических трудов — первый английский гуманист Томас Мор.

### Германия
В XV—XVI веках Германия испытывала экономический подъём, хотя от передовых стран Европы — Италии, Франции, Нидерландов — она отстает. Особенность Германии в том, что развитие на её территории шло неравномерно. Разные города находились на разных торговых путях, и торговали с разными партнерами. Некоторые города вообще находились в стороне от торговых путей, и сохраняли свой средневековый уровень развития. Сильны были и классовые противоречия. Крупная знать укрепляла свою власть за счет императора, а мелкое дворянство разорялось. В городах шла борьба между имеющим власть патрициатом и мастерами-ремесленниками. Наиболее развитыми были южные города: Страсбург, Аугсбург, Нюрнберг и др., те, что находились ближе к Италии и имели с ней торговые связи.
Литература Германии тогда была разнородна. Гуманисты писали в основном на латинском языке. Это объяснялось культом классической древности и обособленностью гуманистов от жизни и потребностей народа. Крупнейшие представители ученого гуманизма — Иоганн Рейхлин (1455—1522), Ульрих фон Гуттен (1488—1523). Но кроме этого направления были и другие, была реформаторская литература. Её представляют Мартин Лютер (1483—1546) и Томас Мюнцер (1490—1525). Лютер, выступавший против римской церкви, поддерживавший сперва народные массы, впоследствии перешел на сторону князей, из страха перед крестьянским революционным движением. Мюнцер же, напротив, поддерживал крестьянское движение до конца, призывал разрушать монастыри и замки, конфисковывать и делить имущество. «Люди голодны, — писал он, — они хотят и должны есть».
Наряду с латинской литературой ученых гуманистов и агитационно-политической литературой реформаторов развивалась и народно-бюргерская литература. Но она ещё сохраняет средневековые черты и несет оттенок провинциализма. Представителем и родоначальником одного из направлений бюргерской литературы (сатиры) является Себастьян Брант (1457—1521). Его «Корабль дураков» по характеру близок «Похвале глупости» Эразма Роттердамского. Он имел последователей. Другой крупнейший представитель бюргерской литературы — Ганс Сакс (1494—1576), поэт. Его наследие велико. Это стихи, песни, басни, шванки, фастнахшпили (масленичные фарсы).

### Нидерланды
В Нидерландах Возрождение совпадало с национальным освобождением и реформацией.
В эпоху Возрождения литература в Нидерландах развивалась прежде всего на латинском языке: знаменитым поэтом был Иоанн Секунд, автор «Поцелуев»; а крупнейшим латиноязычным прозаиком и гуманистом — Эразм Роттердамский, автор знаменитой «Похвалы глупости», которую он посвятил своему другу Томасу Мору.
Однако, именно в это время закладывались основы народного литературного языка Нидерландов. Величайшим нидерландским поэтом и драматургом был Йост ван ден Вондел (1587—1679), автор трагедий на библейские и исторические темы, чьи пропитанные духом времени произведения способствовали дальнейшему формированию национального самосознания.
В период «Золотого века Нидерландов» (XVII век) в Амстердаме формируется «Мёйденский кружок», в который входило много писателей и художников «золотого века», в том числе и его крупнейший деятель Питер Хофт. Хофт написал прозаическую «Историю Нидерландов»; так же он писал драмы и любовные стихи, стараясь соединить простоту голландской средневековой народной песни с изысканностью веяний Ренессанса. В противоположность Вонделу ненавидел христианскую ортодоксию и проповедовал стоицизм и эпикурейство.

### Испания и Португалия
Литература в этих странах развивалась своеобразно. Социально-политическая обстановка в них была сложной. В первую очередь, здесь проходила Реконкиста, отвоевание земель у мавров. Испания не была единой страной, а состояла из отдельных государств. Каждая провинция развивалась поначалу обособленно. Абсолютизм (при Изабелле и Фердинанде) сложился поздно. Во вторую очередь, Испания в это время вывозила из колоний огромное количество золота, в ней накапливались огромные богатства, и все это тормозило развитие промышленности и формирование буржуазии. Однако, литература испанского и португальского Возрождения богата, и представлена довольно крупными именами. Например, Мигель Сервантес де Сааведра, оставивший серьёзное наследие, как прозу, так и поэзию. В Португалии крупнейшим представителем Возрождения является Луис де Камоэнс, автор «Лузиад», исторического эпоса португальцев. Развивались, как поэзия, так и жанры романа и новеллы. Тогда появился типично испанский жанр плутовского романа. Образцы: «Жизнь Ласарильо с Тормеса» (без автора), «Жизнь и похождения Гусмана де Альфараче» (автор — Матео Алеман).